# Jean Couzy
Jean Couzy (* 9. Juli 1923 in Nérac; † 2. November 1958 im Dévoluy-Massiv) war ein französischer Bergsteiger.

## Leben

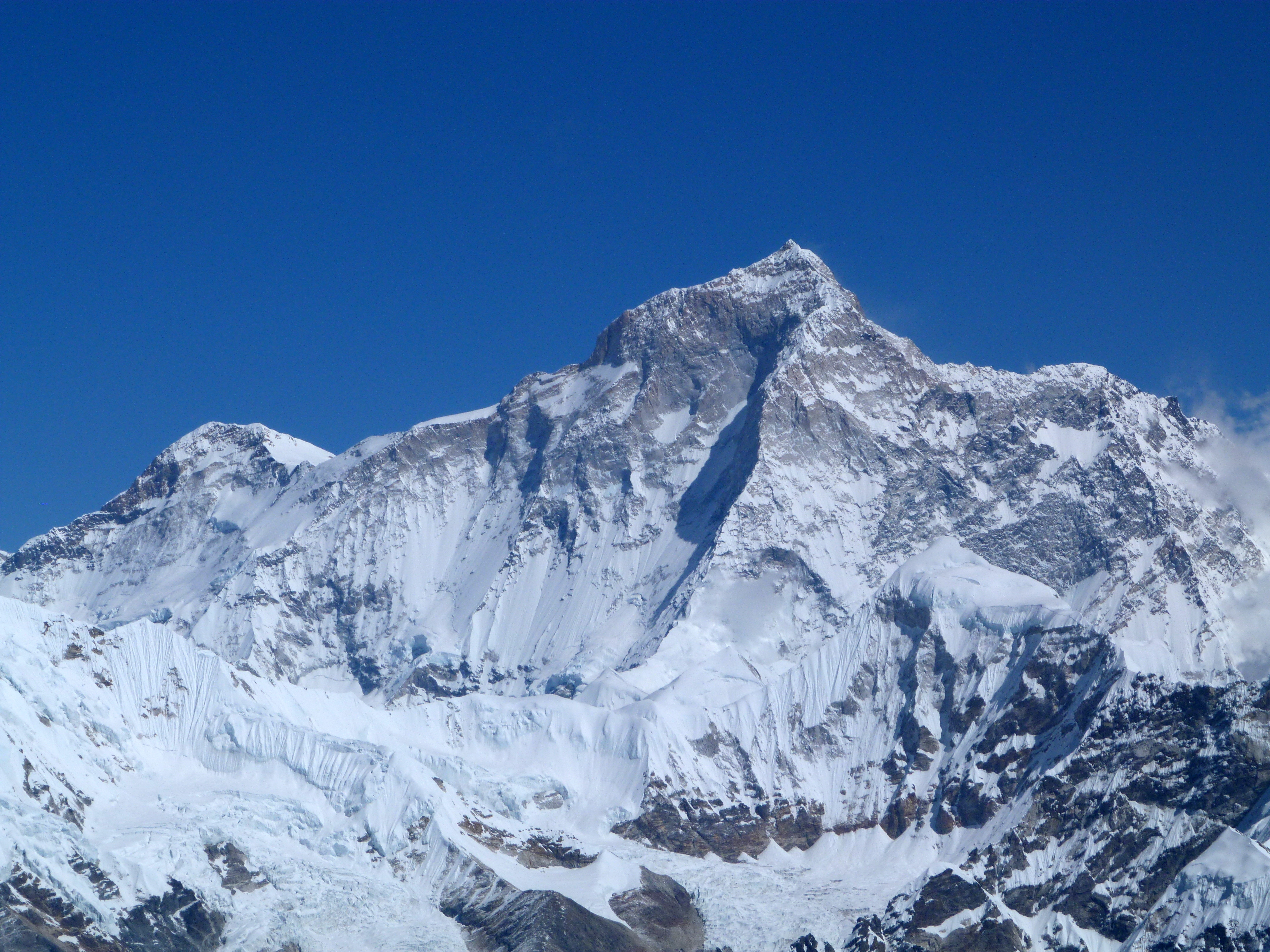
Die Westseite des Makalu: Die Route der Erstbesteiger führte vom Makalu La über den NW-Grat (im Bild links) auf den Gipfel, es ist die heutige Normalroute („Franzosen-Route“).

Jean Couzy wuchs in Südfrankreich auf und besuchte als Jugendlicher oft die Pyrenäen. Nach dem Zweiten Weltkrieg begann er mit dem Klettern und Bergsteigen in den Alpen. Zu dieser Zeit wurde Marcel Schatz einer seiner wichtigsten Partner. Es folgten Wiederholungen wichtiger Routen und einige Erstbegehungen in den Alpen und Pyrenäen.
Im Jahr 1950 war Couzy einer der Teilnehmer der ersten erfolgreichen Achttausender-Expedition. Die Erstbesteigung der Annapurna (8091 m) vollendeten Maurice Herzog und Louis Lachenal, welche im Abstieg nur dank der Hilfe ihrer Kameraden überlebten.
Ab 1954 unternahm Couzy in den Alpen regelmäßig Touren mit René Desmaison, besondere Aufmerksamkeit erregten dabei einige Wintererstbegehungen (z. B. Dru-Westwand 1957).
Sein wichtigster alpinistischer Erfolg war 1955 zusammen mit Lionel Terray die Erstbesteigung des Makalu, mit 8485 Metern der fünfthöchste Berg der Erde.
Am 2. November 1958 starb Jean Couzy bei einem Steinschlag-Unfall im Dévoluy-Massiv in den französischen Alpen.

## Alpinistische Leistungen (Auszug)
- Pic des Crabioules, 3116 m (Pyrenäen), 1948 erste direkte Begehung der Nordwestwand
- Annapurna, 8091 m (Himalaya, Nepal), 1950 Teilnehmer der französischen Expedition zur Erstbesteigung
- Chomo Lönzo, 7804 m (Himalaya, Tibet), 1954 Erstbesteigung zusammen Lionel Terray[4]
- Makalu, 8485 m (Himalaya, Nepal/Tibet), 1955 Erstbesteigung zusammen Lionel Terray
- Olan, 3564 m (Alpen, Ecrins), 1956 Erstbegehung der Nordwestwand mit René Desmaison
- Aiguille du Dru, 3754 m (Alpen, Mont Blanc), 1957 erste Winterbegehung der Westwand mit René Desmaison